# Irving Aaronson
Irving A. Aaronson (7 de febrero de 1895 – 10 de marzo de 1963)  fue un pianista de jazz y líder de big band estadounidense. La orquesta de Aaronson fue una de las más populares de Estados Unidos durante los locos años veinte. Su canción más popular, "The Loveliest Night of the Year", no fue grabada con su banda, pero fue adaptada por Aaronson en 1950 para la película de Mario Lanza The Great Caruso.

## Temprana edad y educación
Aaronson nació en Nueva York, Estados Unidos.
Aprendió a tocar el piano con Alfred Sendry en la Escuela de Música David Mannes.

## Carrera
A los 11 años, actuó como acompañante en salas de cine mudo (llamadas nickelodeons). Coescribió una exitosa canción, "Boo-Hoo-Hoo", en 1921.
La primera banda de Aaronson se llamó Crusaders y grabó varias caras para Edison Records. Su banda firmó con el sello Victor en 1926 y el nombre de la banda se cambió a Irving Aaronson and his Commanders. Aunque firmó con Victor de 1926 a 1929, la banda tuvo un éxito notable con "Let's Misbehave" en 1927. La banda apareció en el musical de Broadway de Cole Porter en París, en 1928  y se transmitió por KFWB, Hollywood, California, alrededor de 1929.
En 1933, Irving Aaronson y sus Commanders grabaron para el sello Vocalion Records. En 1934 y 1935 grabaron para el sello Columbia Records. Es difícil valorar estos discos ya que nunca han sido reeditados, pero afortunadamente algunos de ellos se han subido a Internet en los últimos años; incluida la canción “Seamos agradecidos”.
En 1935, Aaronson encabezó el programa de radio de la Irving Aaronson Orchestra en NBC. La banda realizó giras por cines y salones de baile por todo Estados Unidos. La banda de Aaronson incluyó en varias ocasiones a músicos como Phil Saxe, Joe Gillespie y otros que se convertirían ellos mismos en líderes de banda: Artie Shaw, Gene Krupa y Tony Pastor. El actor de cine occidental Fuzzy Knight era baterista de la banda de Aaronson a finales de la década de 1920.
En 1939, Billy Mann, un exitoso inversor que había sido miembro fundador del cuarteto musical Yacht Club Boys, compró directamente la banda de Irving Aaronson. Aaronson permaneció como pianista, pero sólo brevemente; En 1940 se incorporó al estudio de cine Metro-Goldwyn-Mayer como director musical. Permaneció en ese cargo y se desempeñó como asistente del productor Joe Pasternak hasta su muerte por un ataque cardíaco en 1963.
Algunas fuentes sugieren su retiro a los 65 años, otros lo tienen activo hasta su muerte.

## Vida personal y últimos años
Aaronson murió en Hollywood de un infarto en 1963, a los 68 años. Fue enterrado en el cementerio Hillside Memorial Park.

### Otras fuentes
- Clarke, Donald. The Penguin encyclopedia of popular music, Viking, 1989.
- Larkin, Colin. The encyclopedia of popular music, third edition. Macmillan, 1998.
- Sies, Luther F. Encyclopedia of American Radio, 1920-1960, McFarland, 2000.